# Durazno (departement)
Durazno is een departement in het midden van Uruguay. De hoofdstad is de gelijknamige stad Durazno.
Het departement heeft een oppervlakte van 11.643 km² en heeft 57.088 inwoners (2011). Het is een van de oorspronkelijke, in 1828 gecreëerde, departementen.
Inwoners van Durazno worden duraznenses genoemd in het Spaans.